# Alain Turgeon
Alain Turgeon, né le 10 août 1967, est un écrivain lyonnais d’origine québécoise. Il est l’auteur de romans, nouvelles, biographies, pièces de théâtre, recueil d’aphorismes.

## Biographie

### Formation
Diplômé de l’école Polytechnique de Montréal en génie informatique.
Il s'installe à Lyon en 1993.
Ingénieur informaticien, il travaille comme consultant auprès de grandes entreprises comme  EDF, la SCIC, Framatome… 
Il suit des études de lettres classiques entre 1995 et 1997 à l’Université Jean-Moulin-Lyon III.
En 2020, il s’inscrit en doctorat de droit public à l’Université de Paris Nanterre. Sa thèse porte sur la nécessité de réécrire la constitution de la Ve République.

### Débuts littéraires
Alain Turgeon débute dans sa carrière littéraire en 1995, en participant avec succès au concours de nouvelles bilingue « Quelles nouvelles ? Racconti ? » organisé par la DRAC Rhône-Alpes et l’éditeur italien Cooperativa Doc. dont Brigitte Giraud est également lauréate cette même année.
Il publie ensuite en 1997 son premier roman « Gode Blesse ».
C’est un récit autobiographique sur son enfance, ses premières expériences sexuelles et sa découverte de l’amour. Il y raconte également le suicide de ses parents.
Il utilise un style singulier, proche du langage parlé sans en être un réellement.
Ce premier roman recueille l’attention de la critique.

Si René de Ceccaty dans le Monde est plutôt sévère, ne lui trouvant dans son texte aucune réflexion ni intériorité, il reconnaît toutefois qu’il recèle peut-être « une part de vérité humaine.»

Anne Diatkine dans Libération est en revanche sensible à sa sincérité et trouve une singularité à son imitation écrite du langage parlé, s’interrogeant « L'auteur est-il un intellectuel qui aurait inventé un personnage et avec lui un langage ? »
Ce premier roman est adapté pour la scène au théâtre de l’Oseraie à Lyon en 1998.

### Les années 2000
Son deuxième livre, publié en 2000, est un recueil de nouvelles intitulé « Préambule à une déclaration mondiale de guerre à l’ordre ».
Il poursuit l’élaboration de son autoportrait, évoque sa découverte du cannabis à la veille de devenir père.

Cet ouvrage est remarqué notamment par Philippe-Jean Catinchi dans le Monde, qui lui trouve « une foudroyante honnêteté, une crudité moins stupéfiante que décapante »
Le livre est adapté en pièce de théâtre par la compagnie Haut et court dirigée par Joris Mathieu en 2003.
En 2001, Alain Turgeon écrit « TNT (Turgeon naigre Trouxe) », une biographie romancée de Denis Trouxe, alors adjoint à la culture du maire de Lyon Raymond Barre qui souhaite dresser le bilan de son action.
Il s’agit en fait d’un détournement de la commande initiale. L'auteur parle de lui et du livre en train de se faire autant que de son client. Il explique sa paresse et ses états d’âme quant à sa posture de « nègre » littéraire. Philippe Lançon dans Libération salue « un livre hybride et improbable ».
En 2001 toujours, « Coloc », la nouvelle qui lui avait valu d’être lauréat du concours « Quelles nouvelles ? Racconti ? »  est publiée en monographie sous la forme d’une novella.
Après une pose éditoriale de cinq ans, Alain Turgeon revient avec un nouveau roman en 2006, intitulé « Tu moi ». Il poursuit sa veine d’autobiographie romancée mais remplace cette fois la première par la deuxième personne du singulier, s’interpellant ou interpellant le lecteur. 

Son quotidien est fait de petits boulots, d’aventures amoureuses, de fantasmes sexuels et d’introspection sur sa stature d’écrivain. Sa veine comique puise surtout dans l’autodérision. 

Pour Thierry Guichard dans Le Matricule des Anges, « il fait l’effet d’un clown lunaire ou d’un Buster Keaton dont la maladresse révèle, a contrario, la dureté de l’existence. »

### Les années 2010
Cinq ans s’écoulent encore et c’est la publication en 2011 d’« Anamoureux préparturient »
On y retrouve son style caractéristique se référant au langage parlé sans en être véritablement un et le récit de ses tribulations professionnelles qui selon Alexandre Fillon dans l’Express « provoquent souvent d'incontrôlables fous rires. Lecteurs sérieux s'abstenir. »
En 2011, Actes Sud junior lui propose d’écrire à destination du public jeunesse une biographie d’un personnage historique de son choix. Il choisit donc « Jules César » en tandem avec Mathieu Sapin qui se charge des illustrations.

### Les années 2020
Une décennie passe avant la publication de son roman suivant en 2021 : « En mon faible intérieur ». L’auteur poursuit dans sa veine autobiographique.
Ce rythme de publication n’empêche par la critique de le soutenir. Ainsi Stéphane Duchêne dans le Petit Bulletin le compare à « un très bon ami qu'on ne verrait pas souvent, mais qu’on a quand même l'impression d'avoir vu-lu la veille. »
Pour sa part François Lestavel dans Paris Match trouve à l’écrivain alcoolique « une tournure langagière ébouriffante ».

## Œuvres
(mai 2023).
- Gode Blesse (roman) Michalon, 1997[2],[3]
- Gode Blesse (roman) Flammarion J’ai lu, 1999
- Préambule à une déclaration mondiale de guerre à l’ordre (recueil de nouvelles) La Fosse aux Ours 2000[4]
- Préambule à une déclaration mondiale de guerre à l’ordre (recueil de nouvelles) Effet Pourpre (Montréal) 2000
- Un noteur (recueil d’aphorismes) La Fosse aux Ours, 2000
- TNT (biographie romancée) La Passe du Vent, 2001[6]
- Coloc (novella) La Fosse aux Ours 2001[6]
- Beaulieu : patrimoine urbain du XXe siècle, avec Cendrine Sanquer et Rachid Kaddour, Éd. Ville de Saint-Étienne, 2005
- Tu moi (roman) La Fosse aux Ours, 2006[7]
- Anamoureux préparturient (roman) La Fosse aux Ours 2011[8]
- Jules César (biographie historique) Actes Sud junior 2011
- En mon faible intérieur (roman) La Fosse aux Ours Lyon 2021[10],[11]